# منطقة محظورة - قصر البارون (فلم)
منطقة محظورة - قصر البارون فيلم إثارة وغموض ورعب مصري للمخرج محمد فكري وتأليف عادل عبد الرازق. الفيلم من بطولة محمد فكري وياسمين عمر وعادل عبد الرازق  وتدور الأحداث حول تسلل مجموعة من الشباب إلى قصر البارون خفية، وذلك لتصوير بعض المشاهد التي يحتاجونها لعملهم، إلا أن الأمور لا تسير حسبما كان مُخطَّطًا لها على الإطلاق.
صدر الفيلم إلى دور العرض المصرية في 16 نوفمبر 2016،
إلى الكويت في 15 ديسمبر 2016،
إلى الإمارات العربية المتحدة في 19 يناير 2017.
عرض الفيلم 16 نوفمبر 2016، في: قطر، والبحرين، وعمان.
العرض الأول للفيلم: كان من المقرر إقامة العرض الأول لفيلم «منطقة محظورة - قصر البارون» خلال نوفمبر 2016 ولكن وقعت وفاة النجم السينمائي محمود عبد العزيز في 12 نوفمبر 2016 مما دعى صناع الفيلم إلى إلغاء العرض الخاص حداداً على روح النجم.
منح موقع قاعدة بيانات الأفلام على الإنترنت «IMDB» الفيلم درجة 5.1/ 10.
منح موقع قاعدة بيانات الأفلام العربية «السينما.كوم» الفيلم درجة 7/ 10.
التصنيف الرقابي للفيلم: للمشاهد فوق 16 سنة (ألفاظ خارجة)
تم طرح الفيلم على أقراص مدمجة DVD وأيضا للعرض على منصة برايم فيديو (أمازون).
شارك الفيلم في مهرجان الإسكندرية السينمائي الدورة 32 عام 2016، وشارك أيضاً في المهرجان القومي للسينما برئاسة المخرج الدكتور سمير سيف في الدورة 21 التي قيمة جوائزها مليون جنيه.

## طاقم التمثيل
محمد فكري: في دور فكري
ياسمين عمر: في دور ياسمين
عادل عبد الرازق: في دور عادل
سارة نخلة: في دور سارة
جهاد سلطان: في دور جهاد
طارق عبيد: في دور طارق
عادل يزبك: في دور المصور
محمد عبد الرحمن: في دور عبد الرحمن

## أحداث الفيلم
عاد فكري (محمد فكري) من أمريكا بعد أن درس الإخراج، وتعرف على صديقته ياسمين (ياسمين عمر) بأمريكا، وأقام معها علاقة غرامية استمرت عقب عودتهما. كانت حياة فكري وياسمين معاً هادئة، إلا من عدم اقتناع فكري بفكرة الزواج. كان فكرى يرغب في إخراج فيلم عكف ثلاث سنوات على كتابته، ولكن المنتج عبد الرحمن (محمد عبد الرحمن) أقنعه بعمل فيلم وثائقي عن قصر البارون إمبان، لكشف غموضه، والذي كتبت السيناريو الخاص به سارة يوسف جوهر (سارة نخلة) والتي أقنعت المنتج بأن يقوم فكرى بالأخراج، بسبب صلتها بصديقته ياسمين، والتي كانت تعانى في الفترة الأخيرة من توتر عصبى. رحبت ياسمين بالإشتراك بالفيلم التسجيلي، عندما علمت بأن به بعض المشاهد التمثيلية، وقد تأثرت ياسمين من بعض الأساطير التي تم تداولها عن القصر، وعن صاحبه الذي كان يمارس طقوس السحر، لعلاج أخته من حالة صرع، وما قيل عن تواجد الأرواح والشياطين بداخل القصر، بعد انتحار فتاتين بداخل القصر.
فشلت كل المحاولات لإستخراج تصاريح التصوير بداخل القصر، فقرر المخرج أن يصور القصر من الخارج، ثم يبحث عن مكان شبيه، ليصور فيه المشاهد الداخلية، ولكن سارة رفضت بشدة التصوير خارج القصر، وأصرت على التصوير داخله، خصوصاً مشاهد الشباب الذين أطلق عليهم فيما سبق «عبدة الشيطان»، الذين تم ضبطهم يمارسون طقوس عبادة الشيطان بداخل القصر، وفيها يرسمون نجمة سداسية يقفون بداخلها مرتدين ملابس سوداء، وعلى ضوء الشموع يستدعون الأرواح والشياطين، وهي ذات الطقوس التي تمارسها بعض القبائل الأفريقية وفي شرق آسيا، وكذلك مشهد انتحار الفتاتين. اضطر فريق العمل لدخول القصر ليلاً متسللين، بعد رشوة أحد الحراس، وتمت إقامة الطقوس وتم التصوير، وتوترت ياسمين، واختفى طارق، أحد أفراد طاقم العمل، وتم البحث عنه دون جدوى، ثم إختفت ياسمين، ولم يعثر عليها بداخل القصر. إكتشف الجميع، في الصباح، جثة ياسمين بعد سقوطها من نفس الشرفة التي انتحرت منها الفتاتان، وعثروا على جثة طارق في بئر المصعد، وأصيبت سارة بإنهيار عصبى، وأودعت أحد المستشفيات للعلاج. أقدم فريق المحققين لسماع أقوال سارة، بعد التحقيق مع كل أفراد طاقم العمل، واكتشفوا أنها هي التي أقنعت ياسمين بالإشتراك في العمل، وأنها ساعدتها على تناول عقار باروكستين الذي كانت تتناوله سارة أثناء التحقيق، وأن المعمل الجنائي أثبت تناول الضحايا الثلاث ذلك العقار، والذي يصيب متعاطيه بالميل إلى الانتحار. عثر فريق التحقيق بمنزل سارة، على صور لها مع الضحايا الثلاث، وثبت أن سارة تمثل تكرار للشر الذي حدث في القصر منذ زمن البارون، الذي كان سبباً في سوء حالة أخته وإبنته، وارتباط البارون بالسحر، جعل عند أخته وإبنته شغف بالسحر، وسارة بهوسها بالسحر، جعلها خادمة لرغبات صاحب القصر، ليكون هناك ألم لكل ضحية تموت بالقصر، كما حدث لإبنته وأخته بالضبط، ولذلك استخدمت سارة الطقس الذي كتبته بالسيناريو، لكي تدخل ياسمين الدائرة وتكون هي الضحية. كان السيناريو ذكى، ولا توجد به أداة للجريمة، لأن سارة يوسف جوهر هي نفسها أداة الجريمة، وقد تم أيداع سارة مصحة نفسية لحين البت في قواها العقلية، تمهيداً لمحاكمتها بتهمة القتل المتسلسل.

## إنتاج الفيلم
قال منتج فيلم «منطقة محظورة» محمد عبد الرحمن لصحيفة اليوم السابع أن الفيلم سيكون الأول من نوعه من ناحية الطرح بأسلوبه السينمائي الجديد على المشاهد المصري وذلك من ناحية حركة الكاميرا وأسلوب الأداء لطاقم العمل. يعتبر فيلم «منطقة محظورة» هو آخر فيلم يتم تصويره داخل قصر البارون فقد منعت وزارة الآثار بعد الانتهاء من تصوير ذلك الفيلم، التصوير داخل القصر نهائيًا حسب إفادة الشركة المنتجة للفيلم التي أضافت بأن الأزمات تحاصر الفيلم وعلى رأسها ما وصفه المنتج بتعنت الأجهزة الرقابية، وهذه ليست المرة الأولى التي يتم تصوير فيها عمل فني داخل قصر البارون، فسبق وأن صور فيه العديد من الأفلام والأغنيات المصورة لعل أبرزها فيلم «الهارب»، وأغنية لمحمد الحلو، وآخرها فيلم «آسف على الإزعاج» لأحمد حلمي ومنة شلبي.
كتب محمد يوسف الشريف على موقع بوابة الأهرام: «قرر منتج العمل تغيير الموسيقى التصويرية للفيلم والاعتماد على موسيقى عالمية تكون خاصة بالعمل، لتنقله من المحلية إلى العالمية وخصوصًا بعد تخطيط فريق العمل الدخول بالفيلم في منافسات المسابقات الدولية»، وكتبت النشرة الفنية بوكالة أنباء الشرق الأوسط: «ما إن انتهى الفيلم من الحصول على موافقة المصنفات الفنية حتى صدم بعقبة الحصول على موافقة وزارة الآثار».
قال منتج الفيلم محمد عبد الرحمن، أنه يتم كتابة سيناريو لجزء ثان لسلسة أفلام منطقة محظورة حيث أن فكرة السلسلة هي تناول وتصوير المناطق المحظور الاقتراب منها في مصر.

## استقبال الفيلم
جاء على موقع جريدة الجريدة الكويتية بقلم مجدي الطيب في 20 يناير 2017: «يعتمد الفيلم على السرد بطريقة (الفلاش باك)، حيث» سارة«التي تبدو وكأنها في جلسة تحقيق تقص وقائع ما جرى أثناء التصوير في القصر... في الأحوال كافة تعود أهمية فيلم» منطقة محظورة: قصر البارون«إلى اللحظة التي استعرضت فيها الكاميرا (تصوير يحيى فهمي) القصر الأسطوري، ورصدت كم التجاهل والإهمال الذي يعانيه، في ظل تبعيته للدولة ممثلة في المجلس الأعلى للآثار، إذ بدا وكأنه تحوّل إلى خرابة أو مأوى للمتشردين والمدمنين، بالإضافة إلى نجاح المخرج في المزج الرائع بين الشقين التسجيلي والروائي، بعيداً عن مساحة الاستظراف في عدد من المشاهد المرتجلة، ورقص» سارة«، وتركيز الكاميرا على جسدها ومفاتنها، في مشاهد دخيلة لا علاقة لها بالتجربة التي تستحق التوقف عندها طويلاً».
تم إدراج الفيلم في نشرة المهرجان القومي للسينما المصرية الدورة الثالثة والعشرون وجاء فيها: «هي أطروحة سينمائية تتسم بالواقعية في الأداء التمثيلي وأسلوب الطرح الوثائقى لقصر البارون وارتباطه بالدراما السيكولوجية في إطار سياق سينمائى تشويقي».

## روابط خارجية
- مقالات تستعمل روابط فنية بلا صلة مع ويكي بيانات